# Cotoneaster pannosus
Cotoneaster pannosus es una especie de arbusto perteneciente a la familia de las rosáceas. Es originaria de China pero ha sido introducido en otras partes del mundo, incluida Sudáfrica y  Australia como una planta ornamental. 

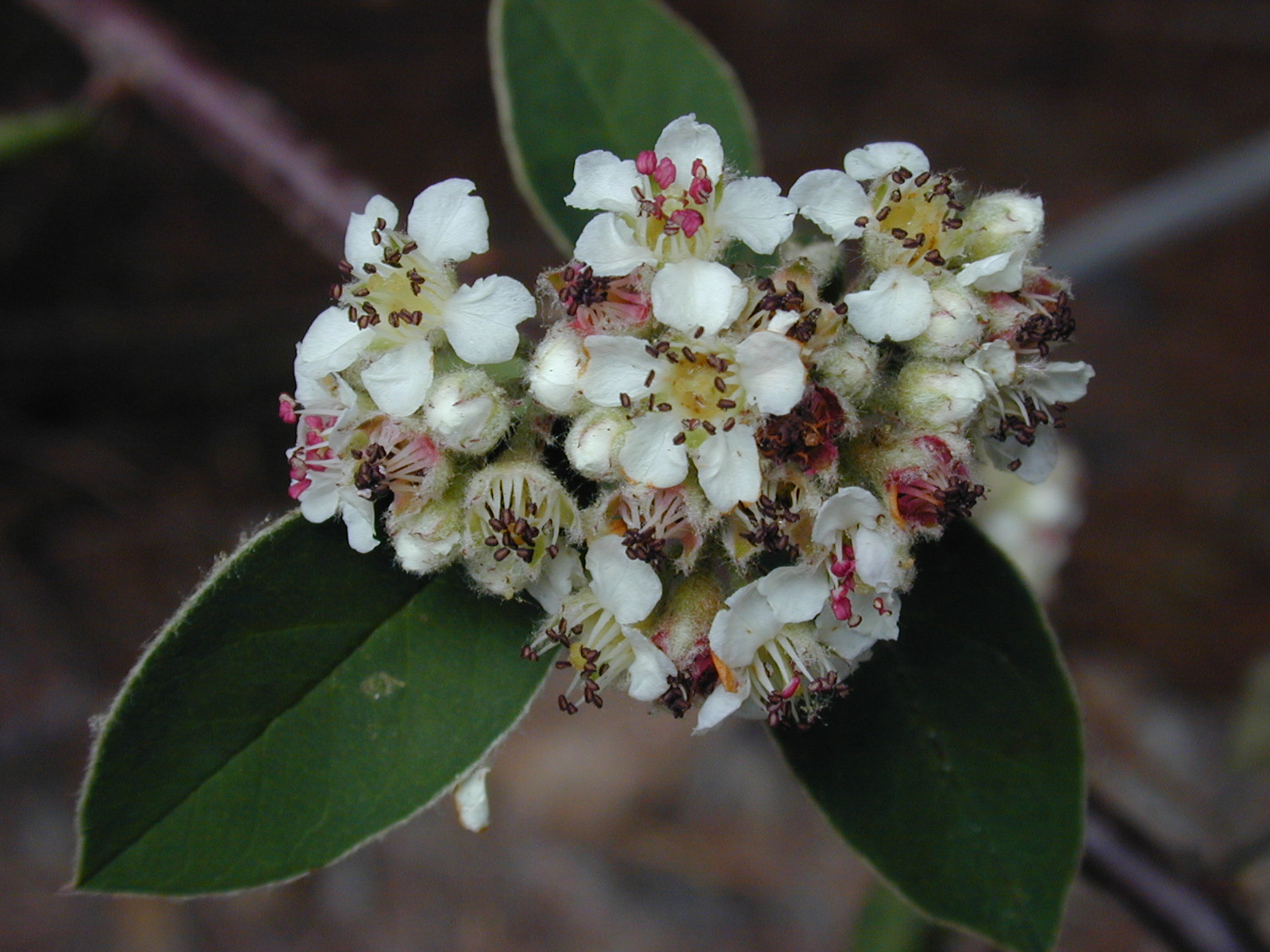
Detalle de las flores

## Descripción
Es un arbusto que alcanza fácilmente más de 3 metros de altura. Está cubierto de hojas de color verde pálido de forma ovalada, con el envés blanco difuso y con las floraciones de flores blancas. Los frutos son de pomos de color rojo-naranja  que contienen dos semillas. Estos frutos son muy atractivos para las aves, que son el principal agente de dispersión de sus semillas.

## Taxonomía
Cotoneaster pannosus fue descrita por Adrien René Franchet y publicado en Plantae Delavayanae 223–224, en el año 1890.
Variedades aceptadas
- Cotoneaster pannosus var. pannosus
- Cotoneaster pannosus var. robustior W.W. Sm.

Sinonimia
var. pannosus 
- Cotoneaster vernae C.K. Schneid.[5]

var. robustior W.W.Sm.
- Cotoneaster robustior (W.W. Sm.) Flinck & Hylmö[6]